# Hydropsyche scalaris
Hydropsyche scalaris är en nattsländeart som beskrevs av Hagen 1861. Hydropsyche scalaris ingår i släktet Hydropsyche och familjen ryssjenattsländor. Inga underarter finns listade i Catalogue of Life.